# Seznam mest v Idahu
Seznam mest v Idahu.

## A
- Aberdeen
- Acequia
- Albion
- American Falls
- Ammon
- Arco
- Arimo
- Ashton
- Athol
- Atomic City

## B
- Bancroft
- Basalt
- Bellevue
- Blackfoot
- Bliss
- Bloomington
- Boise
- Bonners Ferry
- Bovill
- Buhl
- Burley
- Butte City

## C
- Caldwell
- Cambridge
- Carey
- Cascade
- Castleford
- Challis
- Chubbuck
- Clark Fork
- Clarkia, Idaho
- Clayton
- Clifton
- Coeur d'Alene
- Cottonwood
- Council
- Craigmont
- Crouch
- Culdesac

## D
- Dalton Gardens
- Dayton
- Deary
- Declo
- Dietrich
- Donnelly
- Dover
- Downey
- Driggs
- Drummond
- Dubois

## E
- Eagle
- East Hope
- Eden
- Elk River
- Emmett

## F
- Fairfield
- Ferdinand
- Fernan Lake Village
- Filer
- Firth
- Franklin
- Fruitland
- [[Fernwood, Idaho

## G
- Garden City
- Genesee
- Georgetown
- Glenns Ferry
- Gooding
- Grace
- Grand View
- Grangeville
- Greenleaf

## H
- Hagerman
- Hailey
- Hamer
- Hansen
- Harrison
- Hauser
- Hayden
- Hayden Lake
- Hazelton
- Heyburn
- Hollister
- Homedale
- Hope
- Horseshoe Bend
- Huetter

## I
- Idaho City
- Idaho Falls
- Inkom
- Iona
- Irwin
- Island Park

## J
- Jerome
- Juliaetta

## K
- Kamiah
- Kellogg
- Kendrick
- Ketchum
- Kimberly
- Kooskia
- Kootenai
- Kuna

## L
- Lapwai
- Lava Hot Springs
- Leadore
- Lewiston
- Lewisville

## M
- McCall
- McCammon
- Mackay
- Malad City
- Malta
- Marsing
- Melba
- Menan
- Meridian
- Middleton
- Midvale
- Minidoka
- Montpelier
- Moore
- Moscow
- Mountain Home
- Moyie Springs
- Mud Lake
- Mullan
- Murtaugh

## N
- Nampa
- Newdale
- New Meadows
- New Plymouth
- Nezperce
- Notus

## O
- Oakley
- Oldtown
- Onaway
- Orofino
- Osburn
- Oxford

## P
- Paris
- Parker
- Parma
- Paul
- Payette
- Peck
- Pierce
- Pinehurst
- Placerville
- Plummer
- Pocatello
- Ponderay
- Post Falls
- Potlatch
- Preston
- Priest River

## R
- Rathdrum
- Reubens
- Rexburg
- Richfield
- Rigby
- Riggins
- Ririe
- Roberts
- Rockland
- Rupert

## S
- St. Anthony
- St. Charles
- St. Maries
- Salmon
- Sandpoint
- Shelley
- Shoshone
- Smelterville
- Soda Springs
- Spencer
- Spirit Lake
- Stanley
- Star
- State Line
- Stites
- Sugar City
- Sun Valley
- Swan Valley

## T
- Tensed
- Teton
- Tetonia
- Troy
- Twin Falls

## U
- Ucon

## V
- Victor

## W
- Wallace
- Wardner
- Warm River
- Weippe
- Weiser
- Wendell
- Weston
- White Bird
- Wilder
- Winchester
- Worley